# حديقة كهف كيكابو العامة
حديقة كهف كيكابو العامة (بالإنجليزية: Kickapoo Cavern State Park)‏؛ هو كهف يقع في مقاطعة كيني في الولايات المتحدة. وهو أحد الحدائق العامة في ولاية تكساس.

## السياحة
يعد «حديقة كهف كيكابو العامة» أحد مواقع الجذب السياحي في مقاطعة كيني في ولاية تكساس الأمريكية.